# Epactinophlebia karabasica
Epactinophlebia karabasica là một loài côn trùng trong họ Brongniartiellidae thuộc bộ Neuroptera. Loài này được Martynov miêu tả năm 1927.